# Владимир (Улцињ)
Владимир је насеље у општини Улцињ у Црној Гори. Према попису из 2003. било је 802 становника (према попису из 1991. било је 1019 становника). Насеље је добило име по кнезу Јовану Владимиру.

## Демографија
У насељу Владимир живи 593 пунолетна становника, а просечна старост становништва износи 36,5 година (36,2 код мушкараца и 36,7 код жена). У насељу има 190 домаћинстава, а просечан број чланова по домаћинству је 4,22.
Ово насеље је великим делом насељено Албанцима (према попису из 2003. године).
|  |

| Демографија | Демографија | Демографија |
| Година      | Становника  | Становника  |
| ----------- | ----------- | ----------- |
|             |             |             |
|             |             |             |
|             |             |             |
|             |             |             |
| 1948.       | 459         |             |
| 1953.       | 528         |             |
| 1961.       | 657         |             |
| 1971.       | 774         |             |
| 1981.       | 971         |             |
| 1991.       | 1.019       | 868         |
| 2003.       | 1.222       | 802         |
|             |             |             |

| Етнички састав према попису из 2003.‍ | Етнички састав према попису из 2003.‍ | Етнички састав према попису из 2003.‍ | Етнички састав према попису из 2003.‍ | Етнички састав према попису из 2003.‍ |
| ------------------------------------ | ------------------------------------ | ------------------------------------ | ------------------------------------ | ------------------------------------ |
|                                      |                                      |                                      |                                      |                                      |
| Албанци                              | Албанци                              |                                      | 797                                  | 99,37%                               |
| непознато                            | непознато                            |                                      | 5                                    | 0,62%                                |

| Година пописа     | 1948. | 1953. | 1961. | 1971. | 1981. | 1991. | 2003. |
| ----------------- | ----- | ----- | ----- | ----- | ----- | ----- | ----- |
| Број домаћинстава | 81    | 98    | 101   | 121   | 177   | 210   | 252   |

| Број чланова      | 1   | 2  | 3  | 4  | 5  | 6  | 7  | 8  | 9 | 10 и више | Просек |
| ----------------- | --- | -- | -- | -- | -- | -- | -- | -- | - | --------- | ------ |
| Број домаћинстава | 190 | 16 | 32 | 20 | 43 | 34 | 24 | 13 | 2 | 1         | 5      |

| Пол    | Укупно | Неожењен/Неудата | Ожењен/Удата | Удовац/Удовица | Разведен/Разведена | Непознато |
| ------ | ------ | ---------------- | ------------ | -------------- | ------------------ | --------- |
| Мушки  | 327    | 88               | 219          | 14             | 0                  | 6         |
| Женски | 309    | 53               | 220          | 30             | 0                  | 6         |
| УКУПНО | 636    | 141              | 439          | 44             | 0                  | 12        |

| Пол    | Укупно                    | Пољопривреда, лов и шумарство | Рибарство                            | Вађење руде и камена | Прерађивачка индустрија       |
| ------ | ------------------------- | ----------------------------- | ------------------------------------ | -------------------- | ----------------------------- |
| Мушки  | 152                       | 31                            | 0                                    | 5                    | 18                            |
| Женски | 47                        | 11                            | 0                                    | 0                    | 8                             |
| УКУПНО | 199                       | 42                            | 0                                    | 5                    | 26                            |
| Пол    | Производња и снабдевање   | Грађевинарство                | Трговина                             | Хотели и ресторани   | Саобраћај, складиштење и везе |
| Мушки  | 6                         | 17                            | 21                                   | 11                   | 11                            |
| Женски | 0                         | 0                             | 6                                    | 1                    | 2                             |
| УКУПНО | 6                         | 17                            | 27                                   | 12                   | 13                            |
| Пол    | Финансијско посредовање   | Некретнине                    | Државна управа и одбрана             | Образовање           | Здравствени и социјални рад   |
| Мушки  | 0                         | 0                             | 9                                    | 6                    | 2                             |
| Женски | 0                         | 0                             | 0                                    | 9                    | 3                             |
| УКУПНО | 0                         | 0                             | 9                                    | 15                   | 5                             |
| Пол    | Остале услужне активности | Приватна домаћинства          | Екстериторијалне организације и тела | Непознато            | Непознато                     |
| Мушки  | 4                         | 0                             | 0                                    | 11                   | 11                            |
| Женски | 2                         | 0                             | 0                                    | 5                    | 5                             |
| УКУПНО | 6                         | 0                             | 0                                    | 16                   | 16                            |